# Ahí (canción)
Ahí es una canción pop/urbana interpretada por la cantante y actriz mexicana Thalía junto a la cantante española Ana Mena, lanzada para el álbum de Thalia Valiente, y así mismo como el quinto sencillo oficial de dicho disco. Se lanzó oficialmente el día 28 de junio del 2019.

## Vídeo musical
Fue lanzado en su canal en YouTube el mismo día de su lanzamiento y al igual que con la canción de "Que ironía" también es una versión lírica en sonido 8D pero con las cantantes presentes. Tiene actualmente más de 2 millones de reproducciones.

## Posicionamiento en listas

### Listas de fin de año
| Lista (2019)                          | Posición |
| ------------------------------------- | -------- |
| Argentina (Argentina Hot 100)         | 19       |
| España (PROMUSICAE)                   | 10       |
| Colombia (National-Report)            | 65       |
| Estados Unidos Hot Latin Songs        | 29       |
| Estados Unidos Latin Airplay          | 21       |
| México (Monitor Latino)               | 5        |
| Paraguay (Monitor Latino)             | 30       |
| Perú (Monitor Latino)                 | 24       |
| Puerto Rico (Monitor Latino)          | 28       |
| República Dominicana (Monitor Latino) | 12       |
| Venezuela (Monitor Latino)            | 10       |

| Lista (2019)                    | Posición |
| ------------------------------- | -------- |
| América Latina (Monitor Latino) | 60       |

## Certificaciones
| Territorio     | Organismo certificador | Certificación | Ventas certificadas | Ref.   |
| -------------- | ---------------------- | ------------- | ------------------- | ------ |
| Estados Unidos | RIAA                   | Diamante      | 35 000              | [ 15 ] |

## Historial de lanzamiento
| Región | Fecha               | Formato                     | Discográfica     | Ref.   |
| ------ | ------------------- | --------------------------- | ---------------- | ------ |
| Varios | 28 de junio de 2019 | Descarga digital, Streaming | Sony Music Latin | [ 16 ] |